# Quebo

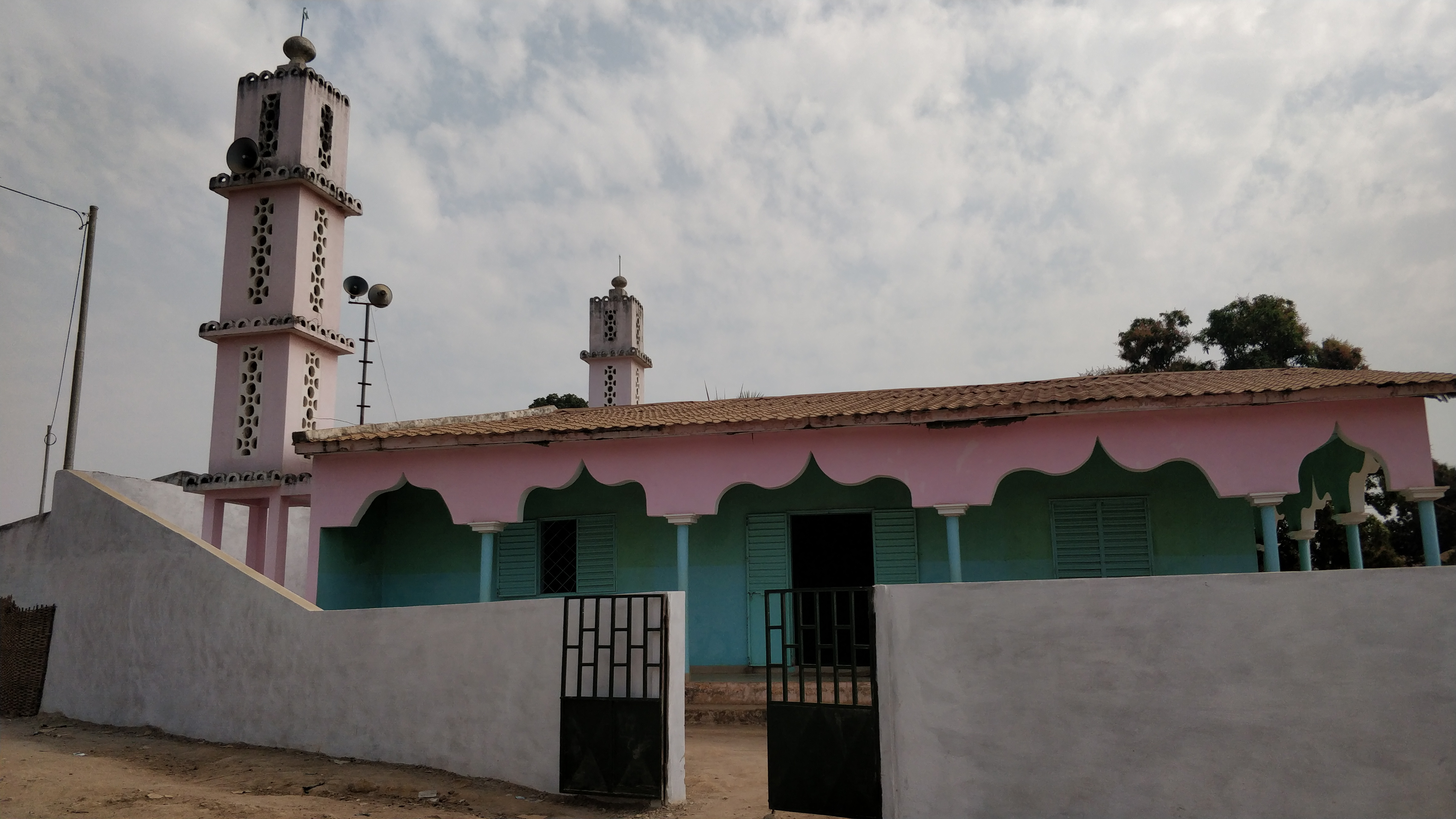
Zentrale Moschee der Kleinstadt Quebo

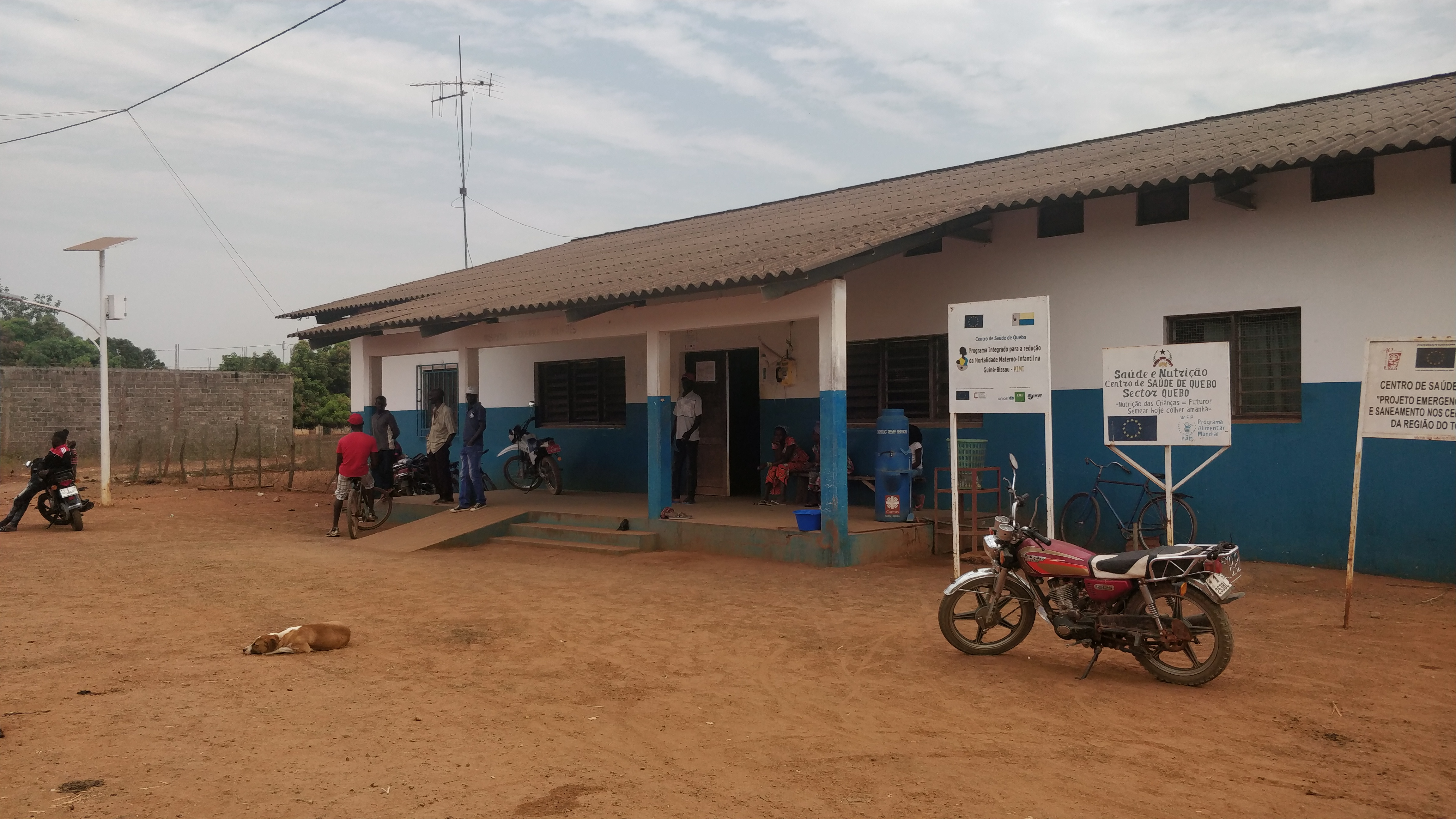
Gesundheitszentrum der Stadt

Quebo ist eine Kleinstadt im Südwesten Guinea-Bissaus mit 5245 Einwohnern (Stand 2009). Sie ist Sitz des gleichnamigen Sektors mit einer Fläche von 960 km² und 15.372 Einwohnern (Stand 2007), vornehmlich Balanta mit bedeutenden Minderheiten von Fulbe und Mandinka.
Bis zum Ende der portugiesischen Kolonialherrschaft 1974 trug der Ort den kolonialen Ortsnamen Aldeia Formosa.

## Wirtschaft und Infrastruktur
Landwirtschaft, ganz überwiegend Subsistenzwirtschaft, bestimmt die Wirtschaft im Sektor Quebo. Zu nennen sind Mangos, natürlich bewässerter Reis und Ölpalmen.
Der Sektor ist nur sehr schlecht durch Straßen erschlossen, die zudem in sehr schlechtem Zustand sind.

## Gliederung
Die Sektorhauptstadt Quebo ist in sechs, mit Unterteilungen in acht Ortsteile (Bairros) gegliedert.
Der gesamte Sektor umfasst neben der Hauptstadt noch 52 weitere Ortschaften, häufig ländliche Dörfer (Tabancas). Zu den wichtigsten Orten im Sektor zählen:
- Afia (560 Einwohner)
- Colibuia (487 Einwohner)
- Contabane (1087 Einwohner)
- Cumbijã (507 Einwohner)
- Gã Dembe (962 Einwohner)
- Sintcha Sambel Saltinho (958 Einwohner)